# Willem Bentinck
Pour les articles homonymes, voir Bentinck.
Willem Bentinck van Rhoon (1704-1774) est un homme politique et diplomate néerlandais partisan de Guillaume IV d'Orange-Nassau. Il prit la tête du mouvement orangiste appelant au retour de la fonction de stathouder lors de la guerre de Succession d'Autriche. Grâce à l'invasion française et à la haine généralisée des régents qui gouvernaient la République des Provinces-Unies, Guillaume IV fut amené à remplir la fonction demeurée vacante dans la plupart des provinces depuis la mort de Guillaume III d'Orange-Nassau au début du XVIIIe siècle. Renforcé politiquement par la venue de son poulain, Bentinck van Rhoon remplit des fonctions importantes au sein du gouvernement de la République des Provinces-Unies.

## Biographie
Né en Angleterre, il est le premier fils du second mariage de Hans Willem Bentinck, comte de Portland qui avait accompagné Guillaume III dans son ascension vers la couronne anglaise lors de la Glorieuse Révolution. Son éducation fut confiée à Wassenaer van Obdam, un fervent Républicain. Dès 1737, il obtint un poste de délégué aux États généraux à l'intérieur de la députation de Hollande. Il se montra rapidement un habile politicien et mis ses talents au service du parti orangiste qui réclamait le retour du poste de stathouder. 
Une fois Guillaume IV nommé stathouder dans les sept provinces constituantes des États généraux, Bentinck conseilla le Prince d'Orange dans ses tâches politiques et administratives. Il plaida pour le congédiement automatique des régents qui avaient profité de la deuxième période sans stathouder pour institutionnaliser la corruption et le népotisme municipal.